# U.S. Route 127
La U.S. Route 127 (US 127) est une US Route de 758 miles (1 220 km) dans l'est des États-Unis. Elle relie la US 27 à Chattanooga, Tennessee et l'I-75 près de Grayling, Michigan. Au Michigan, la US 127 a triplé de longueur en 2002 lorsqu'elle a repris le tracé de la US 27.

## Description du tracé
|       | mi  | km    |
| ----- | --- | ----- |
| TN    | 130 | 210   |
| KY    | 208 | 335   |
| OH    | 194 | 312   |
| MI    | 212 | 341   |
| Total | 744 | 1 197 |

### Tennessee
Au Tennessee, la US 127 traverse des zones rurales du Plateau de Cumberland dans l'est de l'état. Elle débute officiellement au nord de Chattanooga à un échangeur avec la US 27. Elle se dirige vers le nord-ouest jusqu'à Dunlap où elle bifurque vers le nord-est. La route passe par Pikeville, Crossville et Jamestown avant de poursuivre vers le nord et d'atteindre la frontière du Kentucky.

### Kentucky
La US 127 entre au Kentucky près d'Albany. Elle atteint cette ville et la contourne avant de poursuivre vers le nord. Elle contourne le lac Cumberland et passe ensuite par Jamestown, Liberty, Hustonville, Danville, Harrodsburg, Lawrenceburg, Frankfort, Owenton et Glencoe. Au nord de cette ville, elle rencontre la US 42 et forme un multiplex avec celle-ci vers le nord-est jusqu'à Covington. À Florence, la US 25 rejoint le multiplex. Les routes passent au centre-ville et atteignent la rivière Ohio. En la traversant, elles entrent en Ohio à Cincinnati.

### Ohio
En entrant à Cincinnati, la US 127 rejoint la US 27 et traverse le centre-ville en multiplex avec celle-ci. Le multiplex prend fin au nord-ouest de la ville et la US 127 poursuit son tracé en direction nord. Elle passe par Hamilton, Seven Mile, Somerville, Camden, Eaton, Greenville, Celina, Van Wert, Paulding, Bryan et West Unity, Au nord-est de celle-ci, la route entre au Michigan.

### Michigan
La route entre au Michigan près de Waldron. Elle est le lien principal entre Lansing, au centre de l'état, et la Péninsule supérieure via le Pont Mackinac. Elle passe par les villes de Hudson, Jackson, Lansing, Saint Louis, Mount Pleasant et Clare.La route se dirige ensuite vers Grayling et prend fin au sud de la ville alors qu'elle rencontre l'I-75.

## Intersections majeures
Tennessee
 US 27 à Chattanooga
 US 70 à Crossville
 US 70N à Crossville
 I-40 à Crossville
Kentucky
 US 150 à Danville. Les routes forment un multiplex dans la ville.
 US 68 près de Harrodsburg
 US 62 à Lawrenceburg
 I-64 à Frankfort
 US 60 à Frankfort
 US 421 à Frankfort. Les routes forment un multiplex dans la ville.
 I-71 à Glencoe
 US 42 près de Glencoe. Les routes forment un multiplex jusqu'à Cincinnati, OH .
 I-71 / I-75 à Florence
 US 25 à Florence. Les routes forment un multiplex jusqu'à la frontière de l'Ohio.
 I-275 à Crestview Hills
 I-71 / I-75 à Fort Mitchell
 I-71 / I-75 à Covington
Ohio
 US 27 / US 52 à Cincinnati. Les routes forment un multiplex dans la ville.
 I-75 / US 50 à Cincinnati
 I-75 / US 50 à Cincinnati
 US 22 à Cincinnati
 I-74 à Cincinnati
 I-75 à Cincinnati
 I-275 aux limites entre Pleasant Run, Mount Healthy Heights et Forest Park.
 US 35 à Eaton
 I-70 près d'Eaton
 US 40 près de Lewisburg
 US 36 près de Jaysville. Les routes forment un multiplex jusqu'à Greenville.
 US 33 près de Rockford
 US 30 / US 224 à Van Wert. La US 127 / US 224 forment un multiplex jusqu'au nord-est de Van Wert.
 US 24 près de Cecil
 US 6 près de Bryan
 US 20 près d'Alvordton. Les routes forment un multiplex jusqu'à l'ouest de Fayette.
Michigan
 US 223 près de Somerset
 US 12 près de Somerset
 I-94 près de Jackson. Les routes forment un multiplex jusqu'au nord-ouest de Jackson.
 I-96 / I-496 près de Lansing. L'I-496 / US 127 forment un multiplex jusqu'à East Lansing.
 I-69 près d'East Lansing
 US 10 à Clare. Les routes forment un multiplex jusqu'au nord de Clare.
 I-75 près de Grayling